# Барнум, Харви Куртисс
Харви Куртисс Барнум-младший (англ. Harvey Curtiss Barnum Jr. ; род. 21 июля 1940) — офицер Корпуса морской пехоты США, удостоился медали Почёта в ходе Вьетнамской войны. Он стал четвёртым морским пехотинцем, получившим эту медаль за войну во Вьетнаме. В 1989 году шёл в отставку после 27 лет службы. С 23 июля 2001 года по 20 января 2009 года служил заместителем помощника министра ВМС по делам резерва. С 21 января 2001 года по 30 апреля 2001 года служил и. о. помощника министра ВМС по делам личного состава и резерва.

## Биография
Барнум родился 21 июля 1940 года в Чешир, штат Коннектикут. Был президентом начального и старшего классов в хай-скул Чешира, играл в футбол и бейсбол. Был членом Скаутов Америки, клуба «С» и Gym Leaders Club. По окончании старшей школы поступил в колледж св. Ансельма в Гоффстоуне. Штат Нью-Гэмпшир.
В колледже в ноябре 1958 года Барнум присоединился к программе подготовки взводных командиров Корпуса морской пехоты и прошёл две сессии летней подготовки, одну в 1959 году, другую в 1961 году. В июне 1962 года окончил колледж св. Ансельма со степенью бакалавра искусств по экономике. В колледже был членом общества Ред Кей (Фо Каппа Сигма). По завершении учёбы поступил в морскую пехоту в звании второго лейтенанта.
В этом звании он был направлен в школу морской пехоты в Куантико, штат Виргиния, где до декабря 1962 года посещал базовую школу а после поступил на курс подготовки офицеров артиллерии, окончив его в феврале 1963 года. Затем он получил назначение за пределы США и присоединился к батарее А, первого батальона, 12-го полка, третьей дивизии морской пехоты на Окинаве (Япония). Сначала служил передовым наблюдателем, после офицером связи батальона. В июле 1964 года был переведён в регулярные силы Корпуса морской пехоты. В апреле 1964 года Барнум был переведён во второе крыло авиации морской пехоты и был назначен на пост офицера советника по делам личного состава. В декабре 1964 года был произведён в первые лейтенанты. В ходе учений «Стальной пик» по десантированию в Испании служил офицером безопасности крыла. Вернувшись в США из Испании, он был назначен ответственным офицером по секретным материалам второго крыла авиации морской пехоты. В марте 1965 года он оставил этот пост, после чего служил офицером охраны казарм морской пехоты на военно-морской базе Перл-Харбор, Оаху, Гавайи.
С декабря 1965 по февраль 1966 года Барнум служил во Вьетнаме передовым артиллерийским наблюдателем роты Н второго батальона 9-го полка третьей дивизии морской пехоты. В ходе операции «Harvest Moon» Барнум был представлен к медали Почёта за свои действия 18 декабря 1965 года «за выдающуюся храбрость и отвагу проявленные с риском для жизни при исполнении и перевыполнении долга службы». Он принял командование над стрелковой ротой после гибели командира и организовал оборону и успешную эвакуацию после разгрома противника.
В июне 1966 года Барнум был произведён в капитаны, после чего вернулся на Гавайи. С марта по август 1967 года Барнум проходил курсы повышения квалификации младших офицеров полевой артиллерии в Форт-Силл, штат Оклахома. Затем Барнум был переведён в главный штаб морской пехоты где служил адъютантом генерал-лейтенанта Льюиса Уильяма Уолта (впоследствии заместителя начальника штаба по личному составу и заместителя коменданта Корпуса с января 1968 по январь 1971 года).
В октябре 1968 года Барнум вернулся в Южный Вьетнам, где командовал батареей Е второго батальона, 12-го полка третьей дивизии морской пехоты. После переброски третьей дивизии на Окинаву в сентябре 1969 года он оставался в её составе до октября. За службу с батареей во Вьетнаме он был награждён медалью «Бронзовая звезда» с литерой «V» и золотой звёздочкой (означающей второе награждение), медалью ВМС «За достижение» с литерой «V» и медалью «Пурпурное сердце» за полученные ранения, боевой ленточкой и вьетнамским крестом «За храбрость» с серебряной звёздочкой.
По возвращении с Окинавы Барнум принял пост инструктора по вооружениям в базовой школе Корпуса командования по развитию и образованию в Куантико, который занимал до 1970 года, после чего поступил в школу механизированного десанта, окончив её в феврале 1972 года. С марта 1972 года служил оперативным офицером второго батальона десятого полка базы Кэмп-Леджен. В мае 1972 года был произведён в майоры, в декабре 1978 в подполковники, в феврале 1984 года в полковники. В 1987 году был назначен на пост военного секретаря 29-го коменданта корпуса морской пехоты.
С 1979 по 1980 год Барнум командовал вторым батальоном учебного полка на базе Пэрис-айленд. В августе 1989 года Барнум ушёл в отставку после 27 лет службы.
В честь Барнума назван эсминец ВМС США класса «Арли Бёрк» USS Harvey C. Barnum Jr.
После отставки Барнум служил главным директором отдела политик по борьбе с наркотиками управления министра обороны. Он занимал пост председателя общества медали Почёта. С 23 июля 2001 года по 20 января 2008 года он служил заместителем помощника министра ВМС по делам резерва.
В настоящее время[когда?] Барнум служит в организации Segs4Vets и бюро советников Федерального кредитного союза Пентагона. Также он является членом совета директоров фонда правоохранительных органов Корпуса морской пехоты MCLEF.org, музея американцев на войне  и Медифаста. Также он входит в бюро советников некоммерческой военной  организации  Code of Support Foundation.
За свою карьеру Барнум получил несколько наград: «Человек Коннектикута 1967 года», «доктор Honorary Legum колледжа св. Ансельма», Paul Harris Fellow. Награда лидерства Abe Pollin 2003 года, награда Корпуса морской пехоты "Iron Mike"  и награда «За выдающуюся службу» военного ордена Карабао.
Барнум член общества Ancient and Honorable Artillery Company of Massachusetts.

## Награды и знаки отличия
Барнум получил следующие награды:
| A light blue ribbon with five white five pointed stars |  |                             |                            |
|                                                        |  |                             |                            |
|                                                        |  |                             |                            |
|                                                        |  |                             | Бронзовая звезда за службу |
|                                                        |  | Серебряная звезда за службу |                            |
|                                                        |  |                             |                            |
|                                                        |  |                             |                            |

| Медаль Почёта                                              | Медаль Почёта                                              | Медаль Почёта                                              | Медаль Почёта                                                         | Медаль Почёта                                                         | Медаль Почёта                                                         | Медаль «За отличную службу»                               | Медаль «За отличную службу»                               | Медаль «За отличную службу»                               | Медаль «За отличную службу»                                                 | Медаль «За отличную службу»                                                 | Медаль «За отличную службу»                                                 |
| Орден «Легион почёта»                                      | Орден «Легион почёта»                                      | Орден «Легион почёта»                                      | Бронзовая звезда с одной звездой повторного награждения с литерой «V» | Бронзовая звезда с одной звездой повторного награждения с литерой «V» | Бронзовая звезда с одной звездой повторного награждения с литерой «V» | Пурпурное сердце                                          | Пурпурное сердце                                          | Пурпурное сердце                                          | Медаль «За похвальную службу»                                               | Медаль «За похвальную службу»                                               | Медаль «За похвальную службу»                                               |
| Похвальная медаль ВМС и морской пехоты                     | Похвальная медаль ВМС и морской пехоты                     | Похвальная медаль ВМС и морской пехоты                     | Navy and Marine Corps Achievement Medal с литерой «V»                 | Navy and Marine Corps Achievement Medal с литерой «V»                 | Navy and Marine Corps Achievement Medal с литерой «V»                 | Боевая ленточка                                           | Боевая ленточка                                           | Боевая ленточка                                           | Президентская благодарность подразделению (ВМС)                             | Президентская благодарность подразделению (ВМС)                             | Президентская благодарность подразделению (ВМС)                             |
| Президентская благодарность подразделению (армия)          | Президентская благодарность подразделению (армия)          | Президентская благодарность подразделению (армия)          | Единая награда воинской части                                         | Единая награда воинской части                                         | Единая награда воинской части                                         | Благодарность части Военно-морского флота                 | Благодарность части Военно-морского флота                 | Благодарность части Военно-морского флота                 | Похвальная благодарность армейской воинской части с одной звездой за службу | Похвальная благодарность армейской воинской части с одной звездой за службу | Похвальная благодарность армейской воинской части с одной звездой за службу |
| Secretary of the Navy Distinguished Civilian Service Award | Secretary of the Navy Distinguished Civilian Service Award | Secretary of the Navy Distinguished Civilian Service Award | Медаль «За службу национальной обороне»                               | Медаль «За службу национальной обороне»                               | Медаль «За службу национальной обороне»                               | Медаль «За службу во Вьетнаме» с пятью звёздами за службу | Медаль «За службу во Вьетнаме» с пятью звёздами за службу | Медаль «За службу во Вьетнаме» с пятью звёздами за службу | Navy Sea Service Deployment Ribbon                                          | Navy Sea Service Deployment Ribbon                                          | Navy Sea Service Deployment Ribbon                                          |
| Крест «За храбрость» с серебряной звездой                  | Крест «За храбрость» с серебряной звездой                  | Крест «За храбрость» с серебряной звездой                  | Крест «За храбрость» для подразделения                                | Крест «За храбрость» для подразделения                                | Крест «За храбрость» для подразделения                                | Медаль «За гражданские действия»                          | Медаль «За гражданские действия»                          | Медаль «За гражданские действия»                          | Медаль «За кампанию во Вьетнаме»                                            | Медаль «За кампанию во Вьетнаме»                                            | Медаль «За кампанию во Вьетнаме»                                            |
| Rifle Expert Marksmanship Badge                            | Rifle Expert Marksmanship Badge                            | Rifle Expert Marksmanship Badge                            | Rifle Expert Marksmanship Badge                                       | Rifle Expert Marksmanship Badge                                       | Rifle Expert Marksmanship Badge                                       | Pistol Expert Marksmanship Badge                          | Pistol Expert Marksmanship Badge                          | Pistol Expert Marksmanship Badge                          | Pistol Expert Marksmanship Badge                                            | Pistol Expert Marksmanship Badge                                            | Pistol Expert Marksmanship Badge                                            |

## Наградная запись к медали Почёта
Президент Соединённых штатов от имени Конгресса с гордостью награждает медалью Почёта
Первого лейтенанта Харви К. Барнума
Корпус морской пехоты Соединённых штатов
За службу указанную в нижеследующей цитате:
За выдающуюся храбрость и отвагу, проявленные с риском для жизни при выполнении и перевыполнении долга службы в качестве передового наводчика артиллерии при роте Н, второго батальона, девятого полка третьей (усиленной) дивизии морской пехоты в бою против коммунистических сил близ Ку Пху, в провинции Куангчи, Республика Вьетнам 18 декабря 1965 года. Когда рота внезапно оказалась прижатой к земле градом очень точного вражеского огня и была быстро отрезана от сил батальона пятьюстами метрами открытой  и простреливаемой местности, потери стали быстро расти лейтенант Барнум немедля предпринял рискованную разведку на местности в поисках целей для его артиллерии. Обнаружив, что командир стрелковой роты смертельно ранен и радист убит он с полным безразличием к собственной безопасности, оказал помощь умирающему командиру, затем забрал рацию у погибшего радиста и привязал её к себе. ОН немедля принял командование над стрелковой ротой и тотчас выдвинулся в середину свирепого обстрела, сплачивая и воодушевляя все отряды, реорганизуя их, чтобы возместить потерю ключевого состава и возглавить их наступление на вражеские позиции, с которых продолжал вестись смертоносный огонь. Своими здравыми и быстрыми решениями и явным спокойствием он смог сплотить сильно потрёпанные отряды, своим доблестным примером, когда он периодически выходил на открытое место, чтобы указывать цели он вдохновил всех. Когда на помощь прибыли два вооружённых вертолёта, он бесстрашно двигался сквозь вражеский огонь, чтобы наводить атаку с воздуха против хорошо окопавшегося врага, умело руководя одним взводом в ходе успешной контратаки на ключевые позиции противника. После зачистки небольшой площадки, он затребовал два транспортных вертолёта и руководил эвакуацией раненых и убитых. Затем он участвовал в захвате и зачистке цели батальона. Своей отважной инициативой и героическим поведением он заслужил великую славу для себя и поддержал высочайшие традиции  Корпуса морской пехоты и военно-морской службы США.
Подп/Линдон Б. Джонсон 
Оригинальный текст (англ.)
The President of the United States in the name of the Congress takes pride in presenting the Medal of Honor to
First Lieutenant Harvey C. Barnum Jr.
United States Marine Corps
for service as set forth in the following Citation:
For conspicuous gallantry and  intrepidity at the risk of his life above and beyond the call of duty as Forward Observer for Artillery, while attached to Company H, Second Battalion, Ninth Marines, Third Marine Division (Reinforced), in action against communist forces at Ky Phu in Quang Tin Province, Republic of Vietnam, on 18 December 1965.  When the company was suddenly pinned down by a hail of extremely accurate enemy fire and was quickly separated from the remainder of the battalion by over five hundred meters of open and fire-swept ground, and casualties mounted rapidly, Lieutenant Barnum quickly made a hazardous reconnaissance of the area seeking targets for his artillery. Finding the rifle company commander mortally wounded and the radio operator killed, he, with complete disregard for his own safety, gave aid to the dying commander, then removed the radio from the dead operator and strapped it to himself.  He immediately assumed command of the rifle company, and moving at once into the midst of the heavy fire, rallying and giving encouragement to all units, reorganized them to replace the loss of key personnel and led their attack on enemy positions from which deadly fire continued to come.  His sound and swift decisions and his obvious calm served to stabilize the badly decimated units and his gallant example as he stood exposed repeatedly to point out targets served as an inspiration to all.  Provided with two armed helicopters, he moved fearlessly through enemy fire to control the air attack against the firmly entrenched enemy while skillfully directing one platoon in a successful counterattack in the key enemy positions.  Having thus cleared a small area, he requested and directed the landing of two transport helicopters for the evacuation of the dead and wounded.  He then assisted in the mopping up and final seizure of the battalion's objective.  His gallant initiative and heroic conduct reflected great credit upon himself and were in keeping with the highest traditions of the Marine Corps and United States Naval Service
/S/Lyndon B. Johnson
— 